# Вілко Ріссер
Вілко Руді Ріссер (англ. Wilko Rudi Risser / нім. Wilko Rudi Risser; нар. 11 серпня 1982, Віндгук, Південно-Західна Африка) — намібійський футболіст німецького походження, нападник. Протягом кар'єри виступав за нижчолігові німецькі клуби, мальтійську «Флоріану», англійський «Олдершот Таун», південноафриканський «Чиппа Юнайтед», а також національну збірну Намібії.

## Клубна кар'єра
Футбольну кар'єру розпочав у «Рамблерс» (Віндгук), у складі якого виступав до 2003 року. Напередодні старту сезону 2003/04 років перебрався в Німеччину, де підписав контракт з «Віргесом», який виступав в Оберлізі Південний Захід. У команді закріпитися не зміг, тому напередодні старту сезону 2004/05 років перейшов в «Енгерс 07». Проте у цьому клубі гравцем основи стати також не зміг, тому в 2006 році перебрався до «Айнтрахту» (Ланштайн), де в сезоні 2006/07 років відзначився 20-а голами у Вербандслізі Рейнланд. Після цього прийняв запрошення другої команди «Шальке 04» з Оберліги «Вестфалія», проте в команді закріпитися не вдалося, тому по завершенні 2007/08 років Вілко залишив команду. 5 серпня 2008 року підписав контракт з представником Регіоналліги «Айнтрахтом» (Трір). Напередодні початку сезону 2010/11 років відмовився підписувати з командою новий договір та перейшов до «Ельферсберга», з яким згодом відмовився продовжувати контракт.
Декілька місяців залишався безробітним. У грудні 2011 року перейшов у мальтійську «Флоріану». Дебютував за нову команду 3 грудня в нічийному (0:0) поєдинку проти «Сліми Вондерерс». Ріссер вийшов на поле на 46-й хвилині, замінивши Раяна Дарманіна.

### «Олдершот Таун»
У лютому 2012 року, після перегляду, підписав короткостроковий контракт з «Олдершот Таун» до завершення сезону. Головний тренер клубу Дін Голдсворт вважав, що Ріссер надасть атаці його клубу новий імпульс, також фахівець відзначив досвід Вілко. «Вілко надасть нашим нападникам щось нове до [початку] плей-оф. Коли я зателефонував до його агента, через 20 хвилин Вілко був у літаку і був готовим. На даний час він знаходиться на короткостроковому контракті, проте може стати для нас хорошою інвестицією. Він добре подорожує, і він хоче довести людям декілька речей, а ми можемо цим скористатися».
Наступного дня після підписання контракту, 14 лютого 2012 року, він дебютував за «Олдершот Таун» в переможному (1:0) домашньому поєдинку проти «Герефорд Юнайтед». 18 лютого 2012 року Ріссер відзначився точною передачею на Арона Морріса, який на 65-й хвилині відзначився переможним голом у воротах «Маклсфілд Тауна». 17 березня 2012 року відзначився дебютним голом за «Олдершот», який приніс перемогу (1:0) над «Бредфорд Сіті». Другим голом за команду відзначився в програному (1:2) поєдинку Другої ліги проти «Порт Вейл». Втретє за «Олдершот Таун» відзначився голом 21 квітня 2012 року, в переможному (4:0) поєдинку проти «Бертон Альбіон». 
Під керівництвом Голдсворта зіграв у стартовому складі в 4-х останніх матчах сезону (найтриваліша серія Ріссера після переходу до англійського клубу) виявив бажання залишитися в команді на наступний сезон. Зрештою, Дін Голдсворт погодився залишити нападника на наступний сезон та запропонував йому новий контракт. Проте, незважаючи на тривалі переговори, Вілко залишив англійський клуб.

### «Чиппа Юнайтед»
Після відходу з «Олдершот Таун» відправився на перегляд до представника південноафриканської Прем'єр-ліги «Блумфонтейн Селтік». Натомість, підписав контракт до завершення сезону з іншим представником Прем'єр-ліги ПАР, «Чиппа Юнайтед». Проте вже після другого матчу в новій команді, який виявився для намібійського німця останнім, вирішив залишити клуб.

## Кар'єра в збірній
З червня 2007 року виступав за національну збірну Намібії.

## Особисте життя
Вілко — брат колишнього гравця Хоробрих Воїнів Олівера Ріссера. Ріссер також має німецьке громадянство.